# Faye Marlowe
Faye Marlowe, Pseudonym Faye Hueston (* 26. Oktober 1926 in Los Angeles, Kalifornien; † 5. Mai 2022 in Cary, North Carolina), war eine US-amerikanische Schauspielerin.

## Leben
Faye Marlowe wurde als uneheliches Kind geboren, ihr alkoholkranker Vater verließ die Familie nach der Geburt seiner Tochter. Im Alter von 18 Monaten wurde sie von den Showproduzenten Fanchon und Bill Simon adoptiert. Ihren Schulabschluss absolvierte Marlowe 1943 an der Los Angeles University High School. Im selben Jahr wurde sie von einem Talentagenten von 20th Century Fox entdeckt.
Ihr Schauspieldebüt gab Marlowe 1945. Im selben Jahr war sie für die Rolle der Ruth Berent in dem Film noir Todsünde im Gespräch, die jedoch letztlich an Jeanne Crain ging. Erste Bekanntheit erlangte Marlowe im Jahr ihres Debüts durch den Thriller Hangover Square, in dem sie die weibliche Hauptrolle spielte. Es folgten weitere Hauptrollen, zumeist in Komödien und Dramen.
1950 war Marlowe als Francesca in der US-amerikanisch-italienischen Koproduktion Der Dieb von Venedig zu sehen. Ihre letzte Rolle spielte sie 1954 in dem französisch-italienischen Episodenfilm Dürfen Frauen so sein?. Nach mehreren Gastauftritten in der Fernsehsendung The Conrad Nagel Theatre zog sich Marlowe 1955 ganz als Schauspielerin zurück.
Neben ihrer Leinwandkarriere betätigte sich Marlowe auch als Theaterschauspielerin. So war sie unter anderem 1944 an der Seite von Glenn Langan unter der Regie von John Brahm in der Bühnenproduktion There’s Always Juliet zu sehen.
Nach ihrer Schauspielkarriere war Faye Marlowe unter dem Namen Faye Hueston als Schriftstellerin tätig. Im Juli 2014 veröffentlichte sie ihre Autobiografie Fanchon’s Daughter. Nach Aufenthalten in Italien, Frankreich und Großbritannien wohnte Marlowe zuletzt in North Carolina.
Faye Marlowe starb am 5. Mai 2022 im Alter von 95 Jahren in Cary, North Carolina. Ihr Tod wurde erst Ende Juli 2022 bekannt gegeben.

## Filmografie (Auswahl)
- 1945: Hangover Square
- 1945: Junior Miss
- 1945: The Spider
- 1946: Rendezvous with Annie
- 1946: Johnny Comes Flying Home
- 1950: Der Dieb von Venedig (Il ladro di Venezia)
- 1954: Dürfen Frauen so sein? (Secrets d'alcôve)